# توندي أدينجي
توندي أدينجي (بالإنجليزية: Tunde Adeniji)‏ (5 مارس 1996 في نيجيريا - ) هو لاعب كرة قدم نيجيري في مركز الهجوم. شارك مع منتخب نيجيريا تحت 20 سنة لكرة القدم ومنتخب نيجيريا لكرة القدم. أما مع النوادي، فقد لعب مع صن شاين ستارز وليفسكي صوفيا ونادي الفيحاء ونادي العدالة و Rising Stars F.C. ‏.

## وصلات خارجية
- توندي أدينجي على موقع ناشيونال فوتبول تيمز (الإنجليزية)
- توندي أدينجي على موقع Soccerway.com (الإنجليزية)
- توندي أدينجي على موقع عالم كرة القدم.نت (الإنجليزية)